# Martin Busch

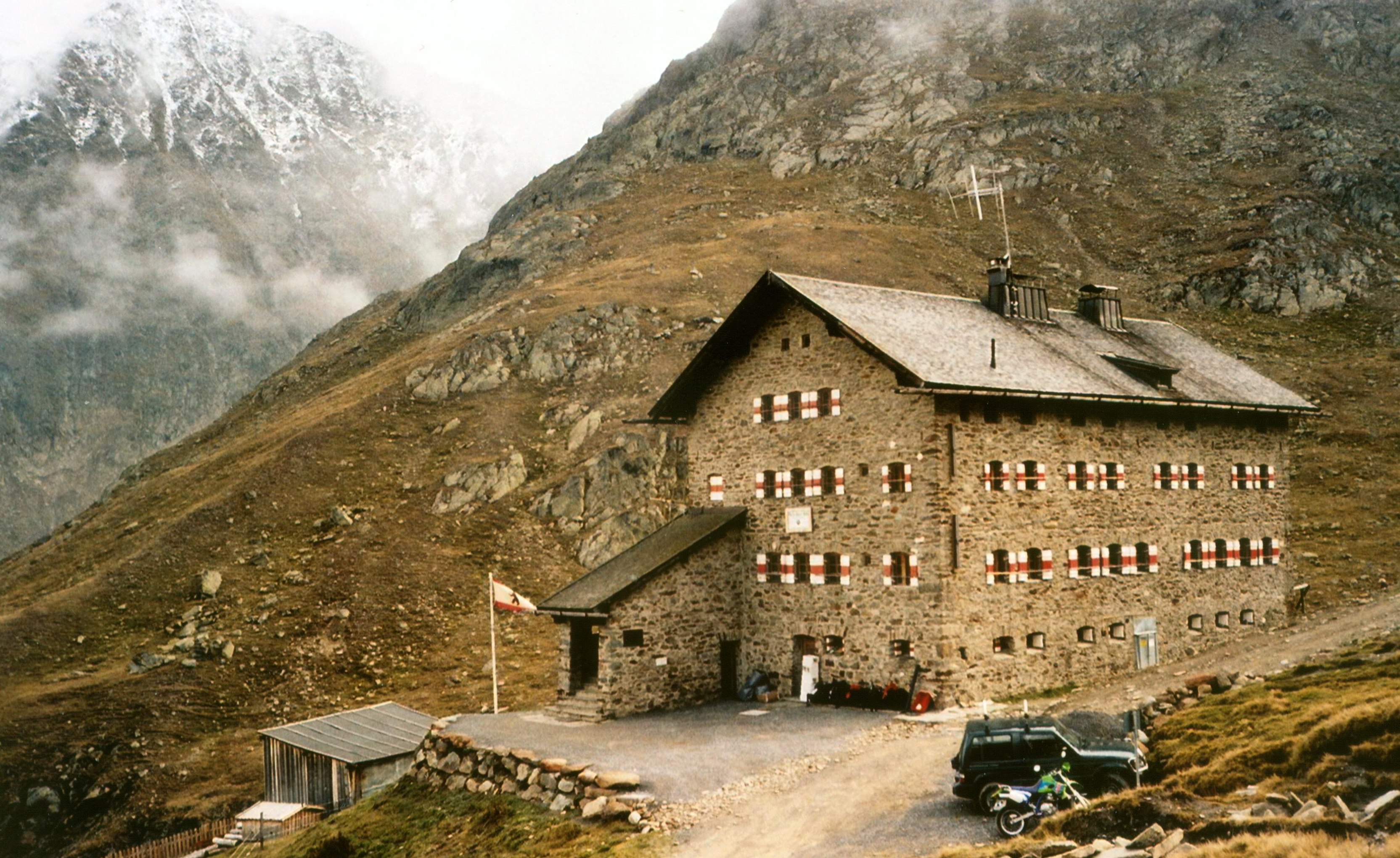
Die nach Martin Busch benannte Martin-Busch-Hütte. (Foto: 2005)

Martin Busch (* 14. April 1896 in Wels; † 5. August 1958 in Innsbruck) war ein österreichischer Pädagoge und von 1953 bis 1957 Vorsitzender des Österreichischen Alpenvereins.

## Leben

### Abstammung
Martin Busch wurde am 14. April 1896 als Sohn des Schuhmachermeisters Martin Busch (* 24. Juli 1854 in Hartkirchen; † 25. Februar 1930 in Wels) und dessen Ehefrau Elisabeth „Elise“ (geborene Wanninger; * 19. November 1864 in Ried im Traunkreis; † 18. Februar 1919 in Wels) in Wels geboren und am Folgetag auf den Namen Martin getauft. Bereits der Großvater väterlicherseits (Michael) war Schuhmachermeister und führte in Wels mit seiner Frau Magdalena einen Schuhmacherbetrieb. Die Großeltern mütterlicherseits waren Josef Wanninger, Maurer in Ried im Traunkreis (nahe Kremsmünster), und dessen Ehefrau Rosalia (geborene Hatzinger). Seine Eltern hatten am 4. September 1893 in der Pfarre Wels-St. Josef geheiratet.
Nach dem Tod der Mutter im Jahr 1919 im Alter von 54 Jahren (Todesursache: Herzfehler mit Wassersucht), heiratete der Vater noch im selben Jahr ein weiteres Mal – nur wenige Tage, nachdem er auch seine Schwester verloren hatte. Seine Ehefrau war die aus St. Martin bei Ried im Innkreis stammende und 14 Jahre jüngere Dienstmagd Katharina „Kathi“ Gerstorfer (* 18. November 1868).
Der Vater war bereits als Zwölfjähriger bei einem Bauern in Kirchstetten bei Oftering beschäftigt, absolvierte im Anschluss eine Lehre zum Schuhmacher und versah seinen Militärdienst, ehe er als Schuhmacher zu arbeiten begann. Neben seiner Arbeit als Schuhmacher war er unter anderem im Katholischen Schulverein tätig und Mitglied des Katholischen Preßvereins. Beim Welser Volksfest 1894 wurde der Vater von der Stadt Wels bei der Prämierung der gewerblichen Aussteller mit der großen silbernen Medaille in der IX. Gruppe: Textil-, Bekleidungs- und Leder-Industrie ausgezeichnet. Außerdem wirkte er als Schriftführer im Verein der Gewerbetreibendes des Hausruckkreises und wurde als Mitglied der Schuhmacher-Genossenschaft im Jahr 1899 in den Ausschuss des Gewerbe-Genossenschaftsverbands für den politischen Bezirk Wels gewählt, den er über viele Jahre hinweg angehörte. Dort hatte er ebenfalls die Funktion des Schriftführers inne. Im Zuge der Wahlmännerwahlen (zur Reichsratswahl) in Wels im Jahr 1899 wurde er in der Sektion B (Welser Vorstadt) mit 332 Stimmen zu einem der klerikalen Wahlmänner gewählt. Bis 1919 fungierte er als Vorsteher der Genossenschaft der Schuhmacher. In den 1920er Jahren wurde er innerhalb des oberösterreichischen Handels- und Gewerbebundes zum Ehrenpräsidenten ernannt.
In den 1900er und 1910er Jahren fungierte er auch als Obervorsteher des 1852 gegründeten Welser Kranken-Unterstützungsvereines, der 1912 aufgelöst wurde. Des Weiteren war er Verwaltungsrat und später Vorstand-Stellvertreter sowie Sekretär im Erzherzog Rainer Militär-Veteranen-Verein in Wels. 1911 legte er sein Amt bei den Veteranen aufgrund Überbürdung mit anderen Vereinsangelegenheiten zurück, wurde jedoch noch im selben Jahr zu einem Landesbundesbeirat des Militär-Veteranenbunds für Oberösterreich gewählt und war danach auch wieder als Sekretär im Erzherzog Rainer Militär-Veteranen-Verein aktiv, bei dem er 1917 seine 25-jährige Zugehörigkeit feierte. Bei der Landtagswahl in Oberösterreich 1925 war er Ersatzmann für die christlichsoziale Partei im Wahlkreis 3 (Hausruckviertel). Dem katholischen Gesellenverein Wels gehörte Busch über 40 Jahre lang an. Zudem war der frühere Leutnant des k.u.k. Infanterieregiment „Erzherzog Rainer“ Nr. 59 über 40 Jahre lang Mitglied des Welser Bürgerkorps war.
Der Vater starb 1930 im Alter von 75 Jahren infolge eines wenige Tage zuvor erlittenen Schlaganfalls und einer begleitenden Lungenentzündung, die schließlich zum Herzversagen führten. Nur wenige Tage vor seinem Tod hatte er angesichts seiner 50-jährigen Mitgliedschaft beim Krieger- und Veteranenverein Wels ein Ehrendiplom erhalten. Neben seiner zweiten Ehefrau und seinem Sohn Martin hinterließ er noch zwei weitere erwachsenen Söhne aus erster Ehe.

### Ausbildung, Kriegsdienst und Beruf
Busch wuchs in Wels auf und besuchte hier nach der Volksschule die Unterklassen des Gymnasiums, ehe er ans Bischöfliche Collegium Petrinum nach Linz wechselte und dort im Jahr 1915 im Zuge einer Kriegsmatura mit Auszeichnung maturierte. Gleich im Anschluss an die Matura meldete er sich als Freiwilliger zum Kriegsdienst bei der österreichischen Gebirgstruppe, den Landes- nachmals Kaiserschützen. Bereits 1916 wurde der damalige Kadett des k.k. Landesschützen-Regiment „Trient“ Nr. I im Zuge der Gefangennahme von Cesare Battisti mit der Silbernen Tapferkeitsmedaille II. Klasse ausgezeichnet. Im Folgejahr wurde er vom Fähnrich in der Reserve zum Leutnant der in Reserve ernannt. Während des Ersten Weltkriegs diente er an der italienischen Front und erhielt an der höchstgelegenen Front des Krieges, dem Ortler-Gebiet, als bereits hochdekorierter Leutnant der Reserve und Führer einer MG-Abteilung nach der Erstürmung der 3692 m hohen Punta San Matteo im Zuge des Gefechts am San Matteo den für seinen Dienstgrad höchst selten verliehenen Orden der Eisernen Krone III. Klasse.
Nach seiner Heimkehr studierte er an der Universität Innsbruck neben dem Hauptfach Turnen klassische und romanische Sprachen, mit speziellem Fokus auf Französisch. 1921 nahm Busch, der unter anderem auch in Freiburg in der Schweiz studierte, eine Lehrtätigkeit als Turnlehrer am Innsbrucker Bundes- und Realgymnasium an und erwarb 1924 das Sprachendiplom an der Alliance française in Paris. Neben seiner schulischen Tätigkeit in Innsbruck erfüllte er gleichzeitig von 1934 bis 1938 einen Lehrauftrag am Turnlehrerbildungsinstitut der Universität Innsbruck. In der Zwischenkriegszeit schilderte Busch in zahlreichen Vorträgen immer wieder seine Erlebnisse aus dem Ersten Weltkrieg. Den Kaiserschützen blieb er auch Jahrzehnte nach seinem Kriegsdienst verbunden und war etwa erster Stellvertreter des Obmanns des Kaiserschützenbundes. Nachdem Ernst Hundegger und sein Stellvertreter Erich Linser im Februar 1938 von ihren Ämtern zurückgetreten waren, wurde Busch zum Landesjugendführer für Tirol ernannt; sein Stellvertreter wurde Hans Tiefenbacher. Weil er Funktionär der Vaterländischen Front war und als politischer Gegner eingestuft wurde, wurde Busch nach dem Anschluss Österreichs vom Schuldienst enthoben. Dass Busch nicht ins KZ Dachau deportiert wurde, war unter anderem dem Tiroler VdU-Kandidaten Heinrich Pedit zu verdanken, der sich an Gauleiter Franz Hofer wandte, um die geplante Deportation zu verhindern. Als reaktivierter Offizier diente er im Zuge des Zweiten Weltkriegs von 1939 bis 1945 bei den Panzerjägern in der 2. und 6. Gebirgsdivision in Polen und Frankreich. Nachdem er an einem alten Kriegsleiden laborierte, das einen weiteren Einsatz an der Front verhinderte, wurde Busch nach Berlin beordert, wo er zuletzt als Major im Stabe eines Generalkommandos im Heerespersonalamt diente.
Nach Kriegsende nahm er 1945 wieder seinen Schuldienst auf und wurde 1947 zum Fachinspektor für Leibeserziehungen an den Knabenmittelschulen in Tirol, Salzburg und Vorarlberg. Neben seiner Tätigkeit als Fachinspektor für Leibeserziehung der Mittelschulen und Lehrerbildungsanstalten in den Bundesländern Tirol, Vorarlberg und Salzburg wurde Busch auch die Beratung der Volks-, Haupt- und Sonderschulen in Fragen der Leibeserziehung übertragen. Während der Besatzungszeit verhalfen ihn seine Sprachkenntnisse bei den Verhandlungen mit der Besatzungsmacht. Ende des Jahres 1950 wurde Busch vom Unterrichtsministerium mit der Leitung der Abteilung II: Lehrerausbildung betraut. In Anerkennung seiner Verdienste um den Wiederaufbau des österreichischen Schulwesens und die Förderung des Sportunterrichts wurde ihm mit Entschließung vom 20. Jänner 1954 vom damaligen Bundespräsidenten Theodor Körner der Berufstitel Hofrat verliehen.

### Arbeit im Alpinwesen und im Österreichischen Alpenverein
Von 1930 bis 1938 leitete Busch die vom DuOeAV eingerichtete Landesstelle für alpines Jugendwandern in Tirol. In dieser Zeit sammelte er über 6000 Jugendliche in der Alpenvereinsjugend und leitete Landesjugendskitage mit teilweise mehreren Tausend Teilnehmern und war über mehrere Jahre hinweg Ausschussmitglied des Zweiges Innsbruck. Der 1. Tiroler Jugendskitag des DuOeAV fand dabei im März 1932 statt; während Busch die Gesamtleitung über hatte, übernahm die sportliche Leitung Vinzenz Tollinger. Außerdem war er von Oktober 1934 bis ins Jahr 1938 Inspektor der Skischulen Tirols und galt in den 1930er Jahren führend in der Österreichischen Jugendbewegung. So fungierte er unter anderem als Mittelschulreferent des Jung-Vaterlands, einer Organisation, aus der gemeinsam mit anderen Jugendverbänden im Jahr 1936 das Österreichische Jungvolk hervorging. Weiters war er Gründer des Jung-väterländischen Studentenbundes. Busch wurde im Juni 1945 in den von der Tiroler Landesregierung eingesetzten Notvorstand des DAV mit Sitz in Innsbruck berufen und spielte eine entscheidende Rolle bei dessen Umwandlung zunächst in den Alpenverein und 1950 in den heutigen ÖAV. Von der Besatzungsmacht wurde er im November 1945 zum Verwalter der deutschen Hütten in der französischen Besatzungszone Österreichs bestellt und wurde im Sommer 1946 zum Vorsitzenden dieses treuhändigen Verwaltungsausschusses des Alpenvereins berufen. Kurz darauf wurde er am 29. September 1946 zum 2. Vorsitzenden des in Wien neu gegründeten OeAV gewählt und löste nach nur einem Jahr im Sommer 1947 Karl Hawlik als dessen 1. Vorsitzenden ab. Aus diesem Grund wurde auch die Geschäftsführung von Wien nach Innsbruck verlegt. Im Jänner desselben Jahres wurde Busch auf der Hauptversammlung des Tiroler Berufskilehrerverbandes zu dessen Ehrenmitglied ernannt.
Im Dezember 1946 wurde ihm die Treuhandverwaltung von rund 180 Hütten der deutschen Sektionen des Alpenvereins übertragen und er wickelte deren Restitution ab. Mit 29. Oktober 1947 erhielt er den Auftrag und die Vollmacht des Bundesministeriums für Vermögensversicherung und Wirtschaftsplanung als „Verwalter des Vermögens der nichtösterreichischen Zweige des ehemaligen DAV“ und wurde nur wenige Tage später mit 1. November 1947 in der ersten regulären Hauptversammlung des AV und OeAV für fünf Jahre zum Vorsitzenden des Verwaltungsausschusses beider Vereine gewählt, die 1950 zum heutigen ÖAV verschmolzen. Im Alpenverein selbst hatte er wieder die Position des 2. Vorsitzenden inne. Nachdem er Ende des Jahres 1952 die Amtsgeschäfte als Verwaltungsausschussvorsitzender an seinen Nachfolger Hans Kinzl übergeben hatte, wurde Busch bei der ÖAV-Hauptversammlung im September 1952 zum Vorsitzenden gewählt. Er folgte auf Ignaz Gsur, der sich aus Arbeitsüberlastung nicht mehr der Wiederwahl stellte. Sein Amt als ÖAV-Vorsitzender hatte Busch bis 1957 inne.
Busch laborierte bis zuletzt an den bereits erwähnten Kriegsverletzungen aus dem Ersten Weltkrieg und verstarb am 5. August 1958 mit 62 Jahren an deren Folgen. Nach seinem Tod in Innsbruck wurde er am hiesigen Pfarrfriedhof St. Nikolaus beerdigt. Kurz vor seinem Tod hatte sich der Deutscher Alpenverein darauf geeinigt, eine Alpenvereinshütte in den Ötztaler Alpen, deren im Zweiten Weltkrieg begonnener aber nicht fertiggestellter Innenausbau während Buschs Vorsitz bis 1952 vollendet wurde, nach Martin Busch zu benennen.

## Ehrungen

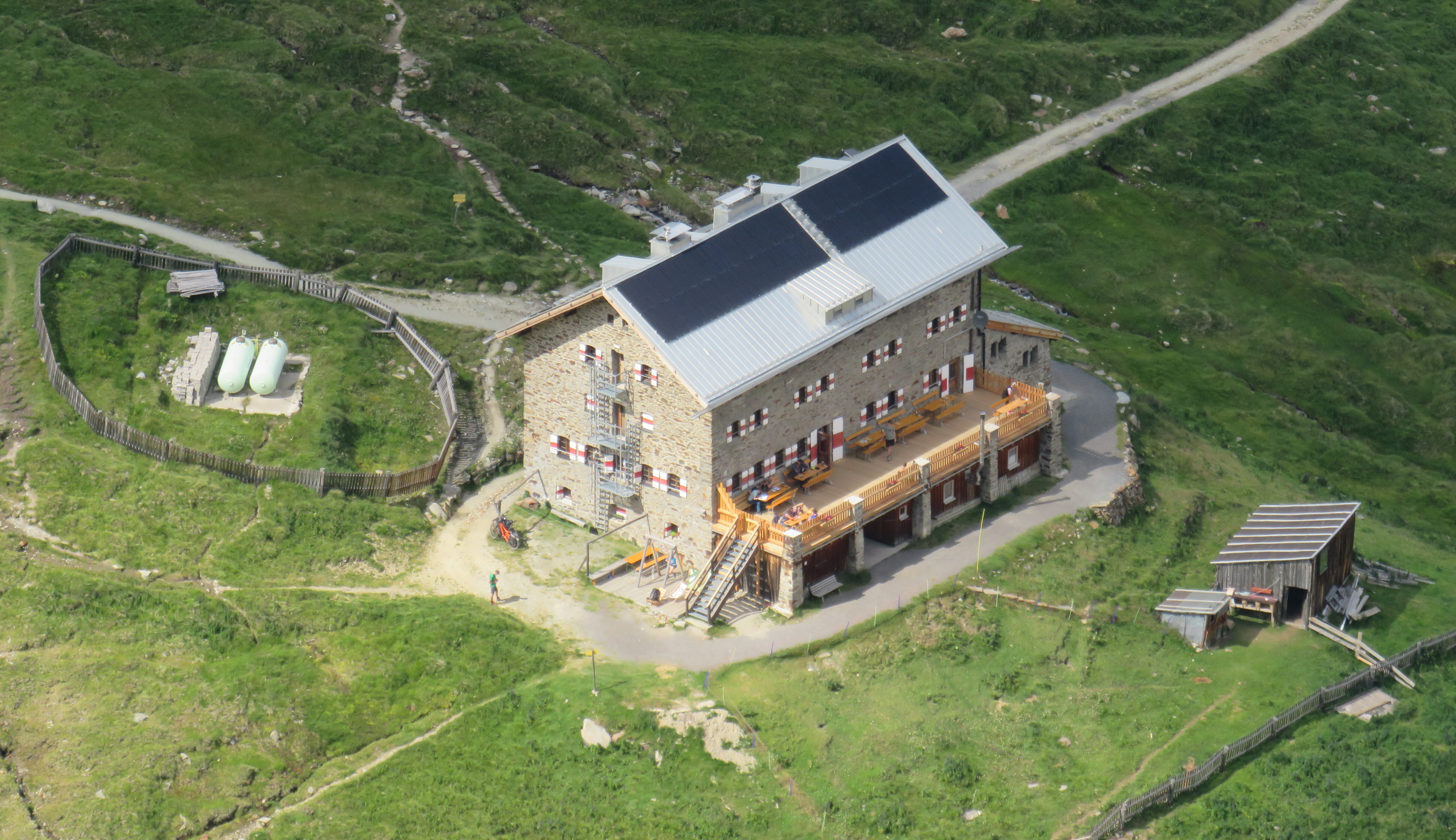
Die Martin-Busch-Hütte mit Nebengebäude und Wanderwegen aus der Luft. (Foto: 2024)

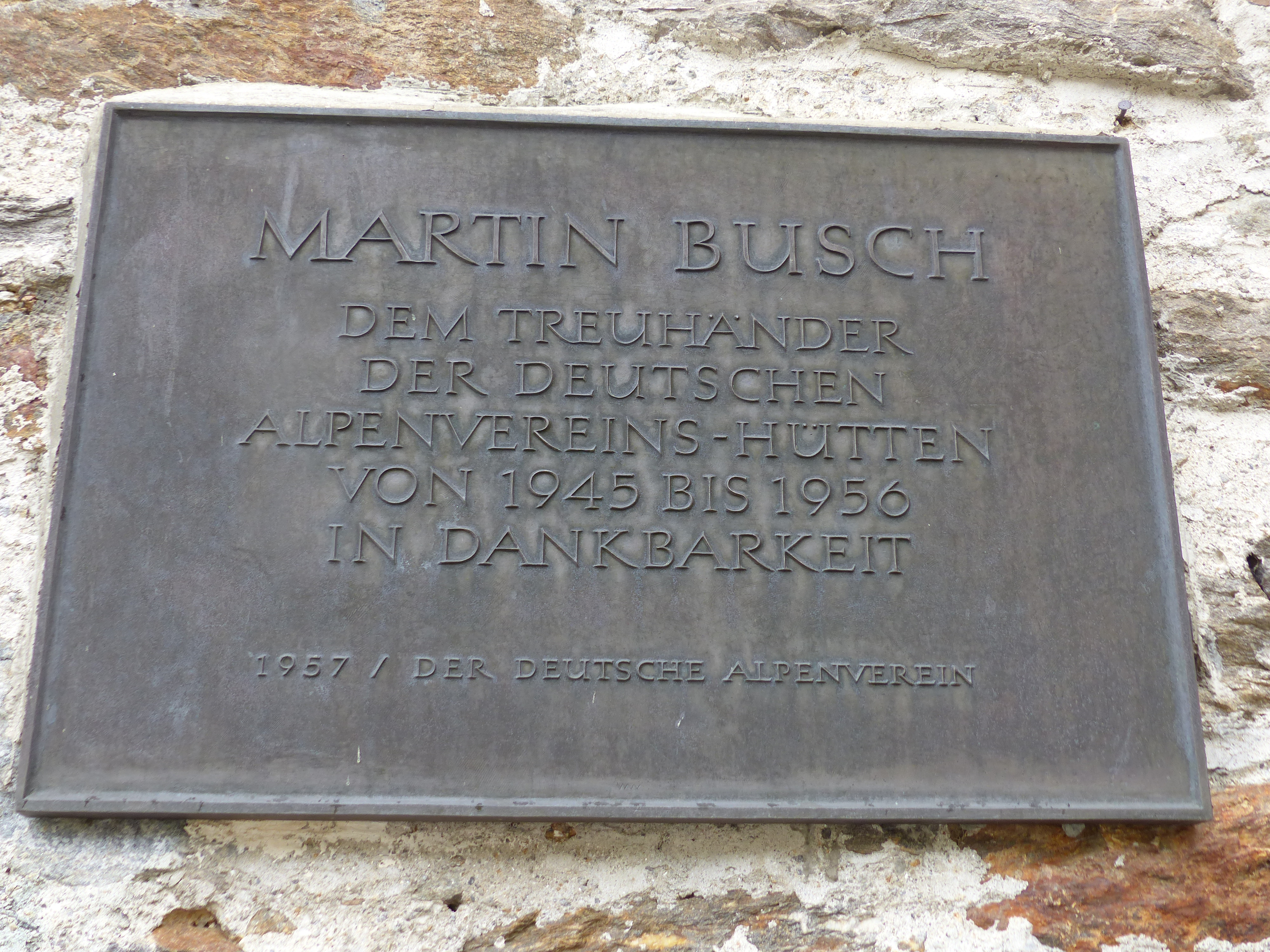
Gedenkplakette an der Martin-Busch-Hütte (Foto: 2018)

Busch wurde 1956 vom Deutschen Alpenverein, 1957 vom Österreichischen Alpenverein sowie in verschiedenen Jahren von zahlreichen Alpenvereinssektionen (u. a. Berlin (1953), Bielefeld, Frankfurt/Main, Innsbruck (1952) und Wels) zum Ehrenmitglied ernannt. Vom damaligen Deutschen Bundespräsidenten Theodor Heuss wurde er mit dem Großen Verdienstkreuz des Verdienstordens der Bundesrepublik Deutschland ausgezeichnet.
Etwas über ein Jahr vor seinem Ableben fand ihm zu Ehren am 23. Juni 1957 die feierliche Umbenennung der Neuen Samoar-Hütte in Martin-Busch-Hütte statt.

## Beschuldigungen durch Hans Haid
Der Ötztaler Volkskundler und Publizist Hans Haid behauptete mehrfach, dass Busch ein „Nazi“ gewesen sei und forderte daher eine Umbenennung der Martin-Busch-Hütte zurück in Neue Samoar-Hütte. Der Zeitzeuge und Altbischof Reinhold Stecher als auch Ludwig Steiner, Diplomat, Politiker, Vizepräsident des Dokumentationsarchiv des österreichischen Widerstandes und damals einer der wichtigsten Verbindungsmänner der Widerstandsgruppen in Innsbruck, stellten das in Abrede.